# 알라오트라망고로구

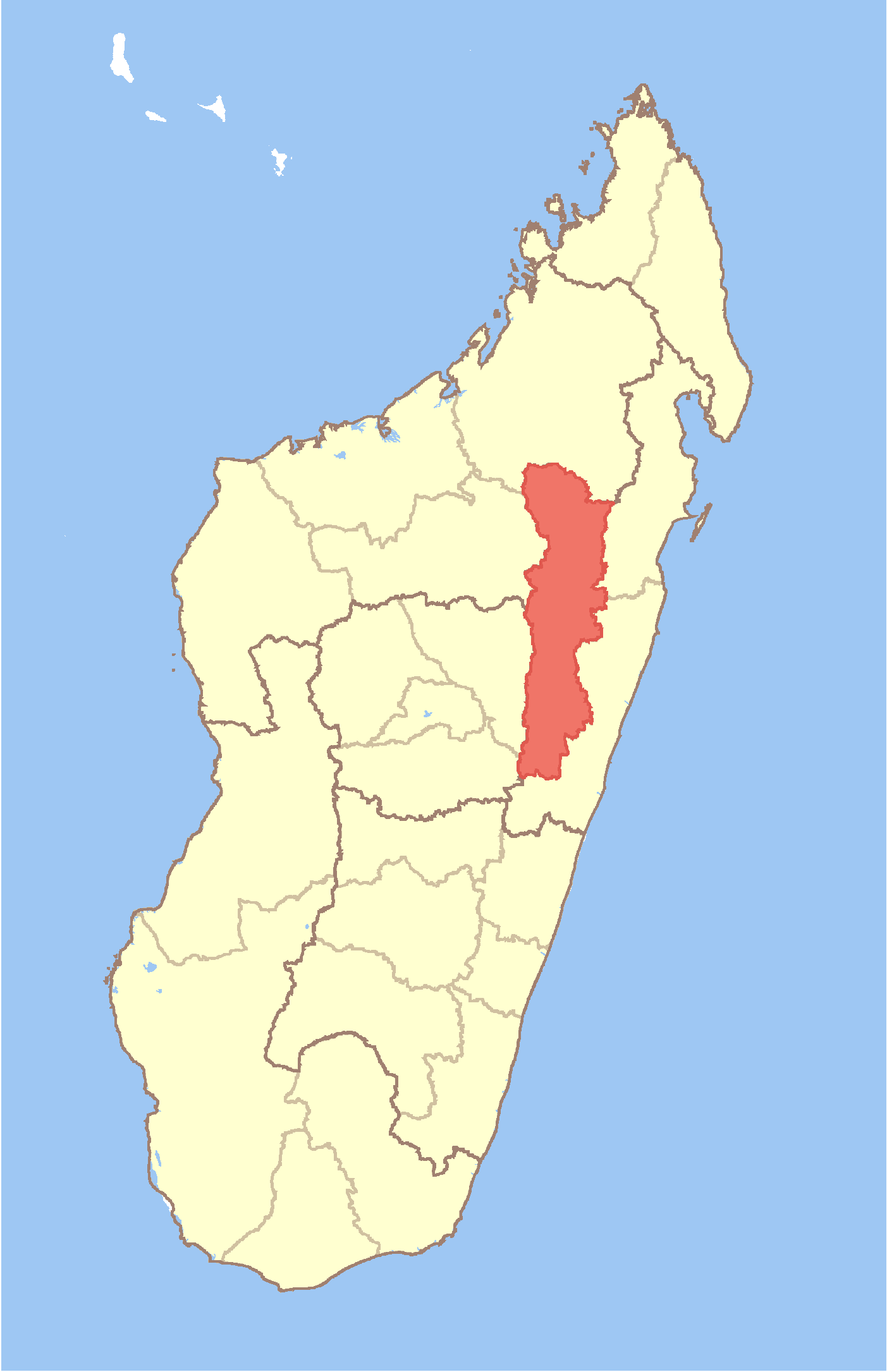
알라오트라망고로 구의 위치

알라오트라망고로구(말라가시어: Alaotra-Mangoro)는 마다가스카르 동부에 위치한 구로 행정 중심지는 암바톤드라자카이며 면적은 31,948km2, 인구는 877,700명(2004년 기준)이다. 북쪽으로는 소피아 구, 북동쪽으로는 아날란지로포 구, 동쪽으로는 아치나나나 구, 남서쪽으로는 바키낭카라트라 구, 서쪽으로는 아날라망가 구, 북서쪽으로는 베치보카 구와 접한다. 5개 현을 관할한다.